# Operation Walküre (Fernsehfilm)
Operation Walküre ist ein zweiteiliges dokumentarisches Fernsehspiel (1. Teil Initialzündung, 2. Teil Tote Stunden) aus dem Jahr 1971, das das Unternehmen Walküre bzw. das Attentat vom 20. Juli 1944 rekonstruiert. Der Historiker Joachim Fest führt durch den Film, der inszenierte Szenen und Dokumentaraufnahmen mit Augenzeugeninterviews mischt.

## Handlung
Ein Vierteljahrhundert nach den Ereignissen standen noch viele Zeitzeugen für Aussagen vor der Kamera zur Verfügung, die durch Spielszenen illustriert werden. Einige Aussagen werden nur als Zitat wiedergegeben, weil die Zeugen seinerzeit wegen ihrer Zugehörigkeit zu entsprechenden Truppenteilen (z. B. Wachregiment Großdeutschland) Nachteile für ihr Berufsleben befürchteten. Selbst Otto Ernst Remer tritt auf, Kommandeur des Wachregiments und nicht unumstrittene Figur im Nachkriegsdeutschland, im Anschluss an den Wochenschau-Bericht über ihn. Seinem Darsteller gegenüber etwa erklärt er, selbst nie einen Stahlhelm getragen zu haben, auch nicht an der Front.
Die Vorgänge werden detailliert dargestellt, anhand von Landkarten und Bauplänen erklärt. So wurde etwa die Anlage der Wolfschanze mit ihren Sperrkreisen als Modell nachgebaut, und zusätzlich am (zerstörten) Originalschauplatz gedreht. Die Verwundung von Erwin Rommel wird durch ein im fahrenden Cabrio durchgeführtes Interview nachgestellt, auf der französischen Landstraße fahrend. Sogar im Pariser Hotel Majestic konnte gedreht werden, dem ehemaligen Sitz der deutschen Verwaltung, obwohl dieses Gebäude durch Verhandlungen über Vietnam abgeriegelt war. So erklärt der damalige Oberleutnant Fritz Baumgart (der spätere Kunsthistoriker) in seinem Ex-Dienstzimmer die Vorgänge, ebenso wie der ehemalige Kommandant von Groß-Paris. Gedreht wurde auch im Schloss von La Roche-Guyon, damals Sitz des Oberbefehlshabers West der Wehrmacht, der die Invasion in der Normandie abwehren sollte.

## Hintergrund
- Der von Bavaria Atelier im Auftrag des WDR produzierte Zweiteiler hatte seine Erstausstrahlung im deutschsprachigen Fernsehen am 18. (Teil 1) und 20. Juli 1971 (Teil 2) in der ARD und auf ORF 1.
- Nach der deutschen Version wurde mit französischen Akteuren eine französische Version des Films erstellt und erstmals am 19. Juli 1973 unter dem Titel Opération Walkyrie im französischen Fernsehen ausgestrahlt.

## Kritiken
„Dokumentation über das Hitler-Attentat vom 20. Juli 1944, bei dem das Panorama des Tages von Schauspielern an historischen Originalplätzen nachgestellt wird.“

„Schon der Anfang ihres zweiteiligen Dokumentarspiels ist ein Ereignis: eine fiktive Wochenschau von Ende Juli 1944, in der das Attentat und der Staatsstreich als geglückt vorausgesetzt und die ersten Maßnahmen des neuen Regimes geschildert werden. […] Natürlich sieht man in jeder Szene, dass dies ein Fernsehfilm von 1971 ist. Die Uniformen wirken künstlich, die Gesichter maskenhaft, und manche Darsteller, etwa Wolfgang Engels als Feldmarschall Kluge, spielen so übertrieben steif und zackig, dass ihre Figuren beinahe zu Karikaturen werden. […] Aber alle diese Mängel werden durch die überwältigende Qualität der Originalinterviews aufgewogen.“

„Der Film von Franz Peter Wirth, Helmut Pigge und Joachim Fest ist halb dokumentarisch, in der Vorstellung der Örtlichkeiten und vor allem in den Interviews mit den Beteiligten, zur anderen Hälfte spielt er Szenen der Verschwörung nach. In beidem aber hat er eine Intensität und Klarheit, die neueren Produktionen völlig fremd bleiben.“

„Gerade aus den Zeugnissen dieser Zeitzeugen, von denen viele inzwischen verstorben sind, schöpft der Film seine Kraft. Die Interviews wurden ergänzt durch aus heutiger Sicht staunenswert langsame Spielszenen. Mitunter kombinierten die Filmemacher auch beide Genres und lieferten Dokumentation und Dekonstruktion zugleich: So spricht der Schauspieler Karl-Heinz von Hassel im Wehrmachtsuniform-Kostüm mit dem echten, aber zivil gekleideten Major Otto Ernst Remer – jenem Putsch-Gegner und Hitler-Verehrer, den Hassel im Film darstellt.“

## Auszeichnungen
- Helmut Pigge erhielt 1971 die Goldene Kamera in der Kategorie Bester Autor und 1972 den Grimme-Preis mit Bronze